# Огнём и мечом (роман)
«Огнём и мечом» (пол.  Ogniem i mieczem) — исторический роман польского писателя Генрика Сенкевича, впервые опубликованный в журнале «Друг народа» в 1884 году. В том же году был издан в виде отдельной книги.
«Огнём и мечом» стал первым историческим романом писателя, который до этого опубликовал лишь несколько повестей и рассказов. Роман открывает историческую трилогию Сенкевича, куда входят также «Потоп» и «Пан Володыёвский». Действие романа происходит в период с 1647 по 1651 год, во время восстания Богдана Хмельницкого. Целью книги, как и всей трилогии, было, по словам писателя, «укрепление сердец» поляков в тяжёлый период разделения страны и поражений национальных восстаний. Роман сразу же завоевал громадную популярность.
В 1999 году режиссёр из Польши Ежи Гофман снял по книге фильм. Несмотря на то, что книга открывает трилогию, экранизирована она была последней, фильмы по романам «Пан Володыёвский» и «Потоп» были сняты еще в 1969 и 1974 годах.

## Содержание

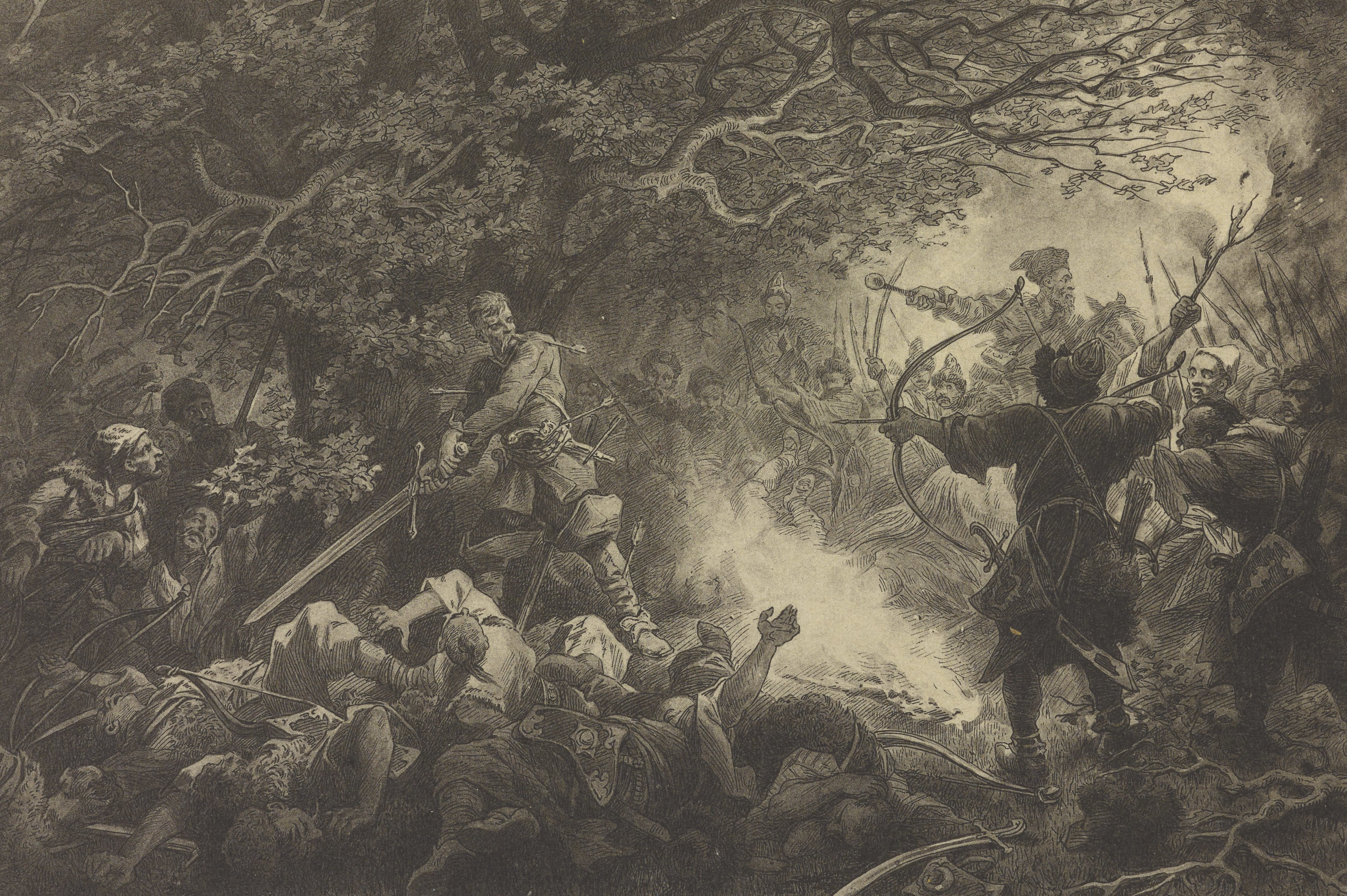
Смерть Подбипенты под Збаражем. Иллюстрация ко второму изданию книги в 1886 году

Схема маршрута главных героев романа.

Роман подробно описывает ход восстания украинских казаков под руководством Богдана Хмельницкого против Речи Посполитой. 
Описано сражение под Жёлтыми Водами, упомянуты битвы под Корсунем и Пилявцами, закончившиеся победами восставших. Большое внимание в книге уделено борьбе среди поляков, которую вела «мирная партия», выступавшая за умиротворение мятежа, её на страницах книги представляет сенатор Адам Кисель, и «партии войны», бывшей за подавление мятежа, идейным вождём которой был князь Иеремия Вишневецкий. Образ последнего, одного из ключевых персонажей романа, в книге идеализируется.
Подробно описана осада Збаража войском Хмельницкого. В эпилоге книги описана битва под Берестечком, которая закончилась сокрушительным поражением и гибелью в трясине казачьего войска.
На широком историческом фоне разворачивается история любви польского офицера Яна Скшетуского и княжны Елены Курцевич и связанное с этой любовью соперничество между Скшетуским и казаком Юрко Богуном.

## Персонажи
В книге действуют как вымышленные персонажи — главный герой книги Ян Скшетуский (имевший тем не менее исторического прототипа Николая Скшетуского), его возлюбленная Елена Курцевич, его слуга Жендзян (в других переводах Редзян), Лонгин Подбипятка (в других переводах — Подбипента), а также центральные персонажи всей трилогии — Михал Володыёвский и Заглоба; так и реальные исторические лица:
- Иеремия Вишневецкий, князь, польский магнат, главный военный противник Хмельницкого.
- Богдан Хмельницкий, предводитель восстания.
- Ян Казимир, польский король.
- Тугай-бей, татарский мурза, союзник Хмельницкого.
- Адам Кисель, польский сенатор, глава «мирной партии».
- Иван Богун (имя изменено на Юрко), казацкий полковник.
- Иван Выговский, генеральный писарь (канцлер) Войска Запорожского.
- Максим Кривонос, казацкий полковник
- Януш Тышкевич, воевода киевский.
- Иероним Радзиевский, польский перебежчик к шведам, один из организаторов шведского вторжения.

## «Огнём и мечом» на русском языке
- Огнём и мечом: Исторический роман в четырёх частях. — СПб.: Издание Н. Мертца, 1897.